# Olios auricomis
Olios auricomis là một loài nhện trong họ Sparassidae.
Loài này thuộc chi Olios. Olios auricomis được Eugène Simon miêu tả năm 1880.